# Патриархи Коптской католической церкви
Патриархи Коптской католической церкви — список патриархов Коптской католической церкви с годами правления.
Коптская католическая церковь была образована в 1741 году, когда коптский патриарх Иерусалима Анастасий вошёл в полное общение с Римом. Папа Бенедикт XIV установил для коптской католической общины апостольский викариат; впрочем Анастасий вскоре вернулся в Коптскую православную церковь, но линия коптских апостольских викариев была продолжена.
В 1824 году Святой Престол создал для коптов-католиков патриархат, существовавший однако лишь на бумаге из-за противодействия его деятельности со стороны властей Османской империи. Патриархат был признан в 1829 году и тогда же получено разрешение на строительство церквей. Со смертью патриарха Максима в 1831 году патриархат вновь фактически прекратил существование.
В 1895 году папа Лев XIII повторно учредил коптский патриархат и в 1899 году возвёл епископа Кирилла в ранг патриарха с титулом «Патриарх Александрии и всех коптов». С 1908 по 1947 год пост патриарха вновь был вакантен.

## Список патриархов
- Максим Гивайд (15.08.1824 — 30.08.1831);

С 1831 по 1899 год патриархат не существовал
- Кирилл Макайр (19.06.1899 — 18.05.1908);

С 1908 по 1947 год место патриарха вакантно
- Марк II Хузам (10.08.1947 — 02.02.1958)
- кардинал Стефанос I Сидарусс (10.05.1958 — 24.05.1986);
- кардинал Стефанос II Гаттас (23.06.1986 — 30.03.2006);
- кардинал Антоний Нагиб (07.04.2006 — 15.01.2013);
- патриарх Ибрагим Исаак Сидрак (15.01.2013 —).